# おはよう山陰
『おはよう山陰』（おはようさんいん）は、祝日を除く月曜日から金曜日に島根県と鳥取県（山陰地方）のNHK総合テレビジョンで放送されていた『NHKニュースおはよう日本』のローカルニュースである。
制作は原則、NHK松江放送局とNHK鳥取放送局が隔週交替で担当する。

## 概要
2022年度まで松江・鳥取各放送局がそれぞれ『おはよう島根』『おはよう鳥取』のタイトルで県内ニュースとして放送されていたが、2023年度より、山陰地方の民放各局同様に山陰地方（島根県・鳥取県）ローカルニュースとして開始。番組ロゴは本家『NHK NEWS おはよう日本』とは全くの別物が使われているほか、テロップについては土日・祝日夕方の『さんいんNEWS645』と同じものを使用している。
2024年度限りで終了し、2025年度からは、7:45から全編中国地方向けの「NHKニュースおはようちゅうごく」（広島放送局制作）を放送する。

## 放送時間
- 祝日を除く平日 7:45 - 8:00（JST）
  - 7:51以降は広島局から『NHKニュースおはようちゅうごく』を同時ネット。